# Кац, Исраэль (политик, 1955)
Исраэль Кац (ивр. ישראל כ"ץ‎; род. 21 сентября 1955, Ашкелон) — израильский политический, военный и государственный деятель.
Действующий министр обороны Израиля с 5 ноября 2024 года, ранее министр иностранных дел Израиля (2024, 2019—2020), министр национальной инфраструктуры, энергетики и водоснабжения (2022—2024), министр разведки и атомной энергии (2015—2020) и член военно-политического кабинета Израиля (с 2015). Министр сельского хозяйства и деревенского развития Израиля (2003—2006), министр транспорта и безопасности дорожного движения (2009—2019).

## Биография
Исраэль Кац родился 21 сентября 1955 года в Ашкелоне.
Окончил военную службу в звании капитана. Политическую деятельность начал в рядах партии «Херут». Являлся специальным помощником Ариэля Шарона. В ноябре 1998 года избран в Кнессет в списке «Ликуда», вместо выбывшего Эхуда Ольмерта, который не мог совмещать пост мэра Иерусалима с парламентской деятельностью. После выборов в Кнессет 16-го созыва Кац назначен министром сельского хозяйства и деревенского развития. После сформирования правительства Биньямином Нетаньяху в 2009 году назначен министром транспорта и безопасности на дорогах. В 2007 году полиция Израиля обвинила Каца в мошенничестве и нарушении общественного доверия. В 2009 году прокуратура закрыла дело.
5 ноября 2024 года назначен министром обороны Израиля.
Исраэль Кац живёт в мошаве Кфар-Ахим. Женат, имеет двух детей.
Образование: первая степень Еврейского университета в Иерусалиме по международным отношениям.

### Центральные проекты министра транспорта Исраэля Каца
Программа «Нетивей Исраэль» (Дороги Израиля) осуществляется с 2010 года. В рамках программы продлевается Трансизраильское шоссе (междугородняя платная скоростная дорога — шоссе № 6), строятся новые и расширяются существующие дороги и новые железнодорожные линии по всей стране, развязки заменяют светофоры.
Реформа «Открытое небо»: в июне 2013 года было подписано официальное соглашение «Открытое небо» со странами ЕС. С вступлением соглашения в силу существенно снизились цены на авиабилеты, а также появились новые пункты назначения, в которые можно попасть из Израиля.
Реформа в Управлении железных дорог Израиля: в апреле 2011 года министр Кац провозгласил реформу в Управлении железных дорог Израиля, направленную на повышение уровня безопасности и обслуживания.
Реформа в портовой отрасли: в июле 2013 года была одобрена программа министра транспорта Каца по реформе в портовой отрасли, направленная на усиление конкуренции в морских портах Израиля. Позиция министра: появление конкурирующих глубоководных портов на севере и юге страны приведёт к конкуренции и к оптимизации работы портов, к созданию новых рабочих мест, снизит дороговизну жизни и цены на многие товары.
Создание аэропорта Рамон в Тимне (рядом с Эйлатом): в мае 2013 года правительство утвердило предложение министра Каца поручить Управлению аэропортов Израиля создание аэропорта имени Илана и Асафа Рамон в Тимне.